# Natation aux Jeux olympiques d'été de 2008, résultats détaillés - Femmes
Cette page présente les résultats féminins détaillés des épreuves de natation aux Jeux olympiques d'été de 2008.

## Nage en bassin

### Nage libre

#### 50 mètres
Finale
| Place | Nation      | Athlète                | Temps         |
| ----- | ----------- | ---------------------- | ------------- |
| 1er   | Allemagne   | Britta Steffen         | 24 s 06 (RO)  |
| 2e    | États-Unis  | Dara Torres            | 24 s 07 (RAm) |
| 3e    | Australie   | Cate Campbell          | 24 s 17       |
| 4e    | Australie   | Lisbeth Trickett       | 24 s 25       |
| 5e    | Pays-Bas    | Marleen Veldhuis       | 24 s 26       |
| 6e    | États-Unis  | Kara Lynn Joyce        | 24 s 63       |
| 7e    | Pays-Bas    | Hinkelien Schreuder    | 24 s 65       |
| 8e    | Biélorussie | Aleksandra Gerasimenya | 24 s 77       |

#### 100 mètres
Finale
| Place | Nation      | Athlète             | Temps          |
| ----- | ----------- | ------------------- | -------------- |
| 1er   | Allemagne   | Britta Steffen      | 53 s 12 (RO)   |
| 2e    | Australie   | Lisbeth Trickett    | 53 s 16        |
| 3e    | États-Unis  | Natalie Coughlin    | 53 s 39 (=RAm) |
| 4e    | Finlande    | Hanna-Maria Seppälä | 53 s 97        |
| 5e    | Danemark    | Jeanette Ottesen    | 54 s 06        |
| 6e    | Chine       | Yingwen Zhu         | 54 s 21        |
| -     | Pays-Bas    | Marleen Veldhuis    | 54 s 21        |
| 8e    | Royaume-Uni | Francesca Halsall   | 54 s 29        |

#### 200 mètres
Finale
| Place | Nation      | Athlète                  | Temps               |
| ----- | ----------- | ------------------------ | ------------------- |
| 1er   | Italie      | Federica Pellegrini      | 1 min 54 s 82 (RM)  |
| 2e    | Slovénie    | Sara Isakovič            | 1 min 54 s 97       |
| 3e    | Chine       | Jiaying Pang             | 1 min 55 s 05 (RAs) |
| 4e    | États-Unis  | Katie Hoff               | 1 min 55 s 78 (RAm) |
| 5e    | Roumanie    | Camelia Potec            | 1 min 56 s 87       |
| 6e    | Royaume-Uni | Caitlin McClatchey       | 1 min 57 s 65       |
| 7e    | Australie   | Bronte Barratt           | 1 min 57 s 83       |
| 8e    | France      | Ophélie-Cyrielle Étienne | 1 min 57 s 83       |

#### 400 mètres
Finale
| Place | Nation      | Athlète             | Temps         |
| ----- | ----------- | ------------------- | ------------- |
| 1er   | Royaume-Uni | Rebecca Adlington   | 4 min 03 s 22 |
| 2e    | États-Unis  | Katie Hoff          | 4 min 03 s 29 |
| 3e    | Royaume-Uni | Joanne Jackson      | 4 min 03 s 52 |
| 4e    | France      | Coralie Balmy       | 4 min 03 s 60 |
| 5e    | Italie      | Federica Pellegrini | 4 min 04 s 56 |
| 6e    | Roumanie    | Camelia Potec       | 4 min 04 s 66 |
| 7e    | Australie   | Bronte Barratt      | 4 min 05 s 05 |
| 8e    | France      | Laure Manaudou      | 4 min 11 s 26 |

#### 800 mètres
Finale
| Place | Nation      | Athlète             | Temps              |
| ----- | ----------- | ------------------- | ------------------ |
| 1er   | Royaume-Uni | Rebecca Adlington   | 8 min 14 s 10 (RM) |
| 2e    | Italie      | Alessia Filippi     | 8 min 20 s 23      |
| 3e    | Danemark    | Lotte Friis         | 8 min 23 s 03      |
| 4e    | Roumanie    | Camelia Alina Potec | 8 min 23 s 11      |
| 5e    | Chine       | Xuanxu Li           | 8 min 26 s 34      |
| 6e    | Australie   | Kylie Palmer        | 8 min 26 s 39      |
| 7e    | Russie      | Elena Sokolova      | 8 min 29 s 79      |
| 8e    | Royaume-Uni | Cassandra Patten    | 8 min 32 s 35      |

### Papillon

#### 100 mètres
Finale
| Place | Nation      | Athlète            | Temps   |
| ----- | ----------- | ------------------ | ------- |
| 1er   | Australie   | Lisbeth Trickett   | 56 s 73 |
| 2e    | États-Unis  | Christine Magnuson | 57 s 10 |
| 3e    | Australie   | Jessicah Schipper  | 57 s 25 |
| 4e    | Chine       | Yafei Zhou         | 57 s 84 |
| 5e    | Singapour   | Li Tao             | 57 s 99 |
| 6e    | Royaume-Uni | Jemma Lowe         | 58 s 06 |
| 7e    | Brésil      | Gabriella Silva    | 58 s 10 |
| 8e    | Pays-Bas    | Inge Dekker        | 58 s 54 |

#### 200 mètres
Finale
| Place | Nation     | Athlète            | Temps              |
| ----- | ---------- | ------------------ | ------------------ |
| 1er   | Chine      | Liu Zige           | 2 min 04 s 18 (RM) |
| 2e    | Chine      | Liuyang Jiao       | 2 min 04 s 72      |
| 3e    | Australie  | Jessicah Schipper  | 2 min 06 s 26      |
| 4e    | Pologne    | Otylia Jędrzejczak | 2 min 07 s 02      |
| 5e    | Japon      | Yuko Nakanishi     | 2 min 07 s 32      |
| 6e    | France     | Aurore Mongel      | 2 min 07 s 36      |
| 7e    | États-Unis | Elaine Breeden     | 2 min 07 s 57      |
| 8e    | États-Unis | Kathleen Hersey    | 2 min 08 s 23      |

### Dos

#### 100 mètres
Finale
| Place | Nation      | Athlète          | Temps         |
| ----- | ----------- | ---------------- | ------------- |
| 1er   | États-Unis  | Natalie Coughlin | 58 s 96       |
| 2e    | Zimbabwe    | Kirsty Coventry  | 59 s 19       |
| 3e    | États-Unis  | Margaret Hoelzer | 59 s 34       |
| 4e    | Royaume-Uni | Gemma Spofforth  | 59 s 38       |
| 5e    | Russie      | Anastasia Zueva  | 59 s 40       |
| 6e    | Japon       | Reiko Nakamura   | 59 s 72       |
| 7e    | France      | Laure Manaudou   | 1 min 00 s 10 |
| 8e    | Japon       | Hanae Ito        | 1 min 00 s 18 |

#### 200 mètres
Finale
| Place | Nation      | Athlète            | Temps               |
| ----- | ----------- | ------------------ | ------------------- |
| 1er   | Zimbabwe    | Kirsty Coventry    | 2 min 05 s 24 (RM)  |
| 2e    | États-Unis  | Margaret Hoelzer   | 2 min 06 s 23       |
| 3e    | Japon       | Reiko Nakamura     | 2 min 07 s 13 (RAs) |
| 4e    | Russie      | Anastasia Zueva    | 2 min 07 s 88       |
| 5e    | États-Unis  | Elizabeth Beisel   | 2 min 08 s 23       |
| 6e    | Royaume-Uni | Elizabeth Simmonds | 2 min 08 s 51       |
| 7e    | Australie   | Meagen Nay         | 2 min 08 s 84       |
| 8e    | Australie   | Belinda Hocking    | 2 min 10 s 12       |

### Brasse

#### 100 mètres
Finale
| Place | Nation     | Athlète        | Temps              |
| ----- | ---------- | -------------- | ------------------ |
| 1er   | Australie  | Leisel Jones   | 1 min 05 s 17 (RO) |
| 2e    | États-Unis | Rebecca Soni   | 1 min 06 s 73      |
| 3e    | Autriche   | Mirna Jukić    | 1 min 07 s 34      |
| 4e    | Russie     | Yuliya Efimova | 1 min 07 s 43      |
| 5e    | États-Unis | Megan Jendrick | 1 min 07 s 62      |
| 6e    | Australie  | Tarnee White   | 1 min 07 s 63      |
| 7e    | Chine      | Sun Ye         | 1 min 08 s 08      |
| 8e    | Japon      | Asami Kitagawa | 1 min 08 s 43      |

#### 200 mètres
Finale
| Place | Nation     | Athlète         | Temps              |
| ----- | ---------- | --------------- | ------------------ |
| 1er   | États-Unis | Rebecca Soni    | 2 min 20 s 22 (RM) |
| 2e    | Australie  | Leisel Jones    | 2 min 22 s 05      |
| 3e    | Norvège    | Sara Nordenstam | 2 min 23 s 02 (RE) |
| 4e    | Autriche   | Mirna Jukić     | 2 min 23 s 24      |
| 5e    | Russie     | Yuliya Efimova  | 2 min 23 s 76      |
| 6e    | Canada     | Annamay Pierse  | 2 min 23 s 77      |
| 7e    | Japon      | Rie Kaneto      | 2 min 25 s 14      |
| 8e    | Japon      | Megumi Taneda   | 2 min 25 s 23      |

### 4 nages

#### 200 mètres
Finale
| Place | Nation     | Athlète              | Temps               |
| ----- | ---------- | -------------------- | ------------------- |
| 1er   | Australie  | Stephanie Rice       | 2 min 08 s 45 (RM)  |
| 2e    | Zimbabwe   | Kirsty Coventry      | 2 min 08 s 59 (RAf) |
| 3e    | États-Unis | Natalie Coughlin     | 2 min 10 s 34       |
| 4e    | États-Unis | Katie Hoff           | 2 min 10 s 68       |
| 5e    | Australie  | Alicia Coutts        | 2 min 11 s 43       |
| 6e    | Japon      | Asami Kitagawa       | 2 min 11 s 56       |
| 7e    | Canada     | Julia Wilkinson      | 2 min 12 s 43       |
| 8e    | Pologne    | Katarzyna Baranowska | 2 min 13 s 36       |

#### 400 mètres
Finale
| Place | Nation      | Athlète          | Temps         |
| ----- | ----------- | ---------------- | ------------- |
| 1er   | Australie   | Stephanie Rice   | 4 min 29 s 45 |
| 2e    | Zimbabwe    | Kirsty Coventry  | 4 min 29 s 89 |
| 3e    | États-Unis  | Katie Hoff       | 4 min 31 s 71 |
| 4e    | États-Unis  | Elizabeth Beisel | 4 min 34 s 24 |
| 5e    | Italie      | Alessia Filippi  | 4 min 34 s 34 |
| 6e    | Royaume-Uni | Hannah Miley     | 4 min 39 s 44 |
| 7e    | Russie      | Yana Martynova   | 4 min 40 s 04 |
| 8e    | Chine       | Li Xuanxu        | 4 min 42 s 13 |

### Relais

#### 4 × 100 mètres nage libre
Finale
| Place | Nation      | Athlètes                                                                | Temps         |
| ----- | ----------- | ----------------------------------------------------------------------- | ------------- |
| 1er   | Pays-Bas    | Inge Dekker Ranomi Kromowidjojo Femke Heemskerk Marleen Veldhuis        | 3 min 33 s 76 |
| 2e    | États-Unis  | Natalie Coughlin Lacey Nymeyer Kara Lynn Joyce Dara Torres              | 3 min 34 s 33 |
| 3e    | Australie   | Cate Campbell Alice Mills Melanie Schlanger Lisbeth Trickett            | 3 min 35 s 05 |
| 4e    | Chine       | Yingwen Zhu Tang Yi Yanwei Xu Jiaying Pang                              | 3 min 35 s 64 |
| 5e    | Allemagne   | Britta Steffen Meike Freitag Daniela Gotz Antje Buschschulte            | 3 min 36 s 85 |
| 6e    | France      | Céline Couderc Alena Popchanka Ophélie-Cyrielle Étienne Malia Metella   | 3 min 37 s 68 |
| 7e    | Royaume-Uni | Francesca Halsall Caitlin McClatchey Jessica Sylvester Melanie Marshall | 3 min 38 s 18 |
| 8e    | Canada      | Julia Wilkinson Erica Morningstar Geneviève Saumur Audrey Lacroix       | 3 min 38 s 32 |

#### 4 × 200 mètres nage libre
Finale
| Place | Nation     | Athlète                                                                    | Temps               |
| ----- | ---------- | -------------------------------------------------------------------------- | ------------------- |
| 1er   | Australie  | Stephanie Rice Bronte Barratt Kylie Palmer Linda Mackenzie                 | 7 min 44 s 31 (RM)  |
| 2e    | Chine      | Yu Yang Qianwei Zhu Miao Tan Jiaying Pang                                  | 7 min 45 s 93 (RAs) |
| 3e    | États-Unis | Allison Schmitt Natalie Coughlin Caroline Burckle Katie Hoff               | 7 min 46 s 33 (RAm) |
| 4e    | Italie     | Renata Fabiola Spagnolo Alessia Filippi Flavia Zoccari Federica Pellegrini | 7 min 49 s 76 (RE)  |
| 5e    | France     | Coralie Balmy Ophélie-Cyrielle Étienne Aurore Mongel Camille Muffat        | 7 min 50 s 66       |
| 6e    | Hongrie    | Agnes Mutina Evelyn Verraszto Eszter Dara Zsuzsanna Jakabos                | 7 min 55 s 53       |
| 7e    | Japon      | Haruka Ueda Misaki Yamaguchi Maki Mita Emi Takanabe                        | 7 min 57 s 56       |
| 8e    | Suède      | Josefin Lillhage Gabriella Fagundez Ida Marko-Varga Petra Granlund         | 7 min 59 s 83       |

#### 4 × 100 mètres 4 nages
Finale
| Place | Nation      | Athlète                                                              | Temps               |
| ----- | ----------- | -------------------------------------------------------------------- | ------------------- |
| 1er   | Australie   | Emily Seebohm Leisel Jones Jessicah Schipper Lisbeth Trickett        | 3 min 52 s 69 (RM)  |
| 2e    | États-Unis  | Natalie Coughlin Rebecca Soni Christine Magnuson Dara Torres         | 3 min 53 s 30 (RAm) |
| 3e    | Chine       | Jing Zhao Sun Ye Yafei Zhou Jiaying Pang                             | 3 min 56 s 11 (RAs) |
| 4e    | Royaume-Uni | Gemma Spofforth Kate Haywood Jemma Lowe Francesca Halsall            | 3 min 57 s 50 (RE)  |
| 5e    | Russie      | Anastasia Zueva Yuliya Efimova Natalia Sutyagina Anastasia Aksenova  | 3 min 57 s 84       |
| 6e    | Japon       | Reiko Nakamura Asami Kitagawa Yuka Kato Haruka Ueda                  | 3 min 59 s 54       |
| 7e    | Canada      | Julia Wilkinson Annamay Pierse Audrey Lacroix Erica Morningstar      | 4 min 01 s 35       |
| 8e    | Suède       | Sarah Sjöström Joline Hostman Anna-Karin Kammerling Josefin Lillhage | DSQ                 |

## Nage en eau libre

### Marathon

#### 10 kilomètres
Finale
| Place | Nation         | Athlète                        | Temps             |
| ----- | -------------- | ------------------------------ | ----------------- |
| 1e    | Russie         | Larisa Ilchenko                | 1 h 59 min 27 s 7 |
| 2e    | Royaume-Uni    | Keri-Anne Payne                | 1 h 59 min 29 s 2 |
| 3er   | Royaume-Uni    | Cassandra Patten               | 1 h 59 min 31 s 0 |
| 4e    | Allemagne      | Angela Maurer                  | 1 h 59 min 31 s 9 |
| 5e    | Brésil         | Ana Cunha                      | 1 h 59 min 36 s 8 |
| 6e    | Suisse         | Swann Oberson                  | 1 h 59 min 36 s 9 |
| 7e    | Brésil         | Poliana Okimoto                | 1 h 59 min 37 s 4 |
| 8e    | Tchéquie       | Jana Pechanova                 | 1 h 59 min 39 s 7 |
| 9e    | Venezuela      | Andreina del Valle Pinto Perez | 1 h 59 min 40 s 0 |
| 10e   | Italie         | Martina Grimaldi               | 1 h 59 min 40 s 7 |
| 11e   | Grèce          | Mariánna Lympertá              | 1 h 59 min 42 s 3 |
| 12e   | Slovénie       | Teja Zupan                     | 1 h 59 min 43 s 7 |
| 13er  | Espagne        | Yurema Requena                 | 1 h 59 min 46 s 9 |
| 14e   | Pays-Bas       | Edith van Dijk                 | 2 h 00 min 02 s 8 |
| 15e   | Australie      | Melissa Gorman                 | 2 h 00 min 33 s 6 |
| 16e   | Afrique du Sud | Natalie du Toit                | 2 h 00 min 49 s 9 |
| 17e   | Portugal       | Daniela Inacio                 | 2 h 00 min 59 s 0 |
| 18e   | Suède          | Eva Berglund                   | 2 h 01 min 05 s 0 |
| 19e   | Chine          | Yangiao Fang                   | 2 h 01 min 07 s 9 |
| 20e   | Mexique        | Imelda Martinez                | 2 h 01 min 07 s 9 |
| 21e   | France         | Aurélie Muller                 | 2 h 02 min 04 s 1 |
| 22e   | États-Unis     | Chloe Sutton                   | 2 h 02 min 13 s 6 |
| 23e   | Ukraine        | Natalya Samorodina             | 2 h 10 min 41 s 6 |
| 24e   | Argentine      | Antonella Bogarin              | 2 h 11 min 35 s 9 |
|       | Chili          | Kristel Kobrich                | DNF               |